# Centaurea nigrescens
Centaurea nigrescens — вид рослин з роду волошка (Centaurea), з родини айстрових (Asteraceae). Етимологія: лат. niger — «чорний», escens — суфікс, що вказує на подібність чи неповноту.

## Опис рослини

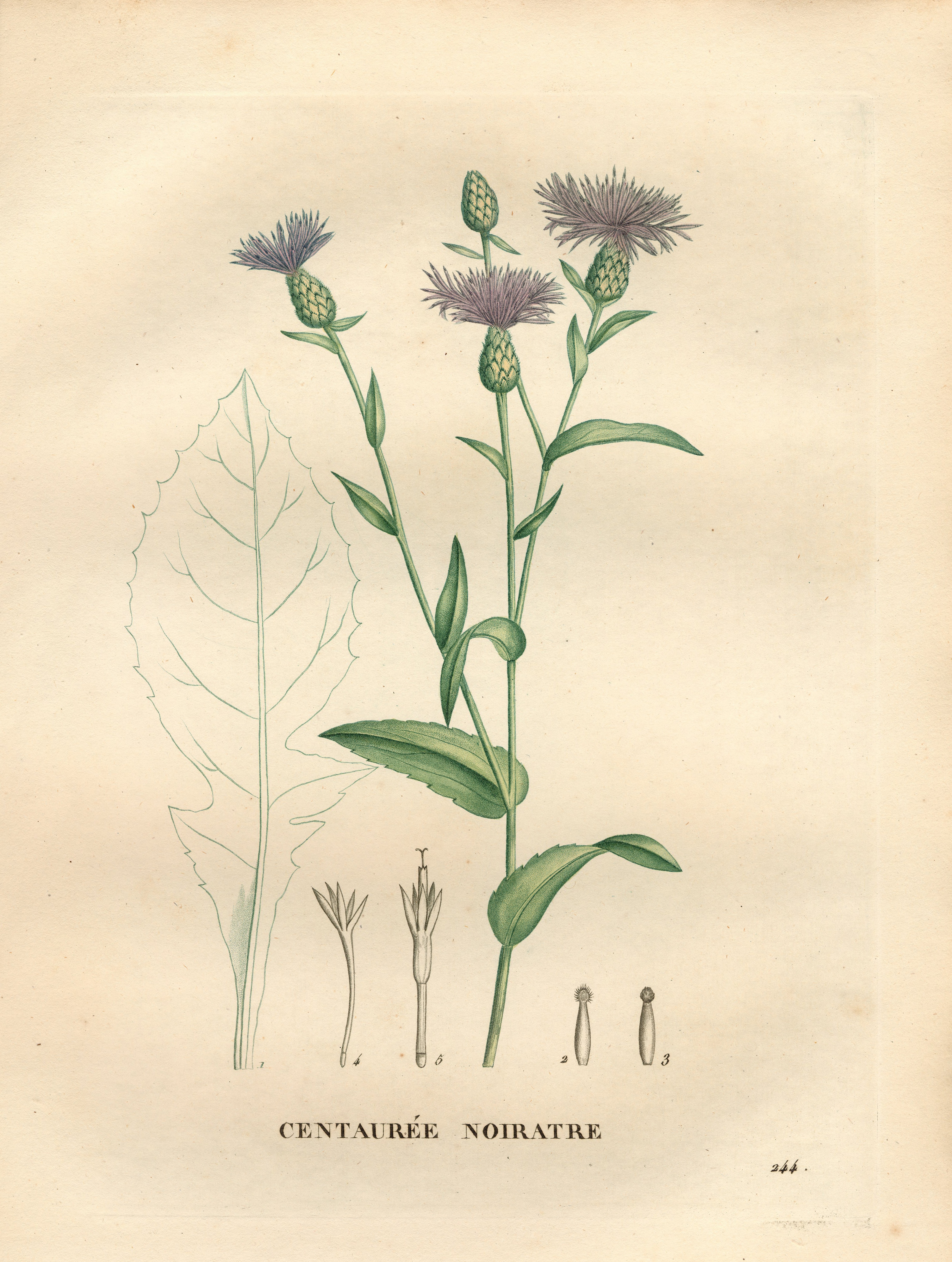

Це багаторічна рослина 30–150 см. Стебел від 1 до кількох, прямовисні або висхідні, відкрито розгалужені дистально, ворсисті. Листки прикореневі й проксимальні стеблові на ніжках, пластини зворотноланцетні або еліптичні, 5–25 см, краї цілі або неглибоко зубчасті до неправильно перисто-лопатевих; дистальні стеблові листки сидячі, поступово менші, від лінійних до ланцетоподібних, цілі або зубчасті. Квіткові голови згруповані по кілька. Кластер філарій (приквіток) від субциліндричних до яйцеподібних або дзвоноподібні, у діаметрі 15–18 мм, зазвичай довші, ніж широкі; філарії від ланцетоподібних до яйцеподібних, нещільно запушені чи голі, придатки перекриваються, від темно-коричневого до чорного кольору. Квіточок 40–100+, всі плодючі або периферійні стерильні; віночки пурпурні (рідше білі), 15–18 мм, у стерильних квіточок ± розширені та перевищують віночки родючих квіточок. Плід — сипсела, жовтувато-коричневий, 2.5–3 мм, дрібно-волохатий; папуси 0 або багато, 0.5–1 мм.

## Середовище проживання
Природно зростає на півдні центральної Європи й у південній Європі, від Франції до Румунії. Вид натуралізований чи інтродукований до США, Канади, Австралії, Аргентини, північ центральної Європи.
Зростає на луках, уздовж доріг.